# ريه ياماك
ريه ياماك (山木 里恵) (مواليد 2 أكتوبر 1975)، هي لاعبة كرة قدم كانت تلعب كمدافع. ولعبت مع منتخب اليابان لكرة القدم للسيدات.

## وصلات خارجية
- ريه ياماك على موقع الاتحاد الدولي (مؤرشف)  (الإنجليزية)
- ريه ياماك على موقع قاعدة بيانات كرة القدم.إي يو (الإنجليزية)
- ريه ياماك على موقع بيانات كرة القدم. دي إي (الألمانية)
- ريه ياماك على موقع Soccerway.com (الإنجليزية)
- ريه ياماك على موقع عالم كرة القدم.نت (الإنجليزية)
- ريه ياماك على موقع اللجنة الأولمبية الدولية (الإنجليزية)
- ريه ياماك على موقع أوليمبيديا (الإنجليزية)